# Воллсбург (Юта)
Воллсбург (англ. Wallsburg) — місто (англ. town) в США, в окрузі Восач штату Юта. Населення — 290 осіб (2020).

## Географія
Воллсбург розташований за координатами 40°23′15″ пн. ш. 111°25′14″ зх. д. / 40.38750° пн. ш. 111.42056° зх. д. (40.387496, -111.420684).  За даними Бюро перепису населення США в 2010 році місто мало площу 1,34 км², уся площа — суходіл.

## Демографія
Згідно з переписом 2010 року, у місті мешкало 250 осіб у 85 домогосподарствах у складі 72 родин. Густота населення становила 187 осіб/км².  Було 97 помешкань (72/км²).
Расовий склад населення:
| - 99,6 % — білих |

До двох чи більше рас належало 0,4 %. Частка іспаномовних становила 2,4 % від усіх жителів.
За віковим діапазоном населення розподілялося таким чином: 28,8 % — особи молодші 18 років, 55,2 % — особи у віці 18—64 років, 16,0 % — особи у віці 65 років та старші. Медіана віку мешканця становила 35,8 року. На 100 осіб жіночої статі у місті припадало 123,2 чоловіків;  на 100 жінок у віці від 18 років та старших — 111,9 чоловіків також старших 18 років.
Середній дохід на одне домашнє господарство  становив 82 573 долари США (медіана — 84 583), а середній дохід на одну сім'ю — 85 087 доларів (медіана — 86 250). Медіана доходів становила 55 429 доларів для чоловіків та 28 333 долари для жінок. За межею бідності перебувало 0,5 % осіб, у тому числі 0,0 % дітей у віці до 18 років та 4,8 % осіб у віці 65 років та старших.
Цивільне працевлаштоване населення становило 243 особи. Основні галузі зайнятості: освіта, охорона здоров'я та соціальна допомога — 35,4 %, публічна адміністрація — 15,2 %, сільське господарство, лісництво, риболовля — 14,8 %.